# Топир
Топир, Топиры, Топер (др.-греч. Τόπειρος, Τόπειρα, Τοπηρίς, Τόπειρον, Τόπηρος) — древний город во Фракии, недалеко от малого города Авдира. Многие историки считают, что он находился возле Комотини.

## История
В районе между озером Вистонис на востоке и рекой Нестос на западе в древние времена жили фракийские племена бистоны (около озера Вистонис) и сапеи (к западу от озера Вистонис и вплоть до реки Нестос). В горах того же района жили в фракийские племена травсы (на северо-востоке, в долине реки Травос (Τραύος), протекающей через долину Эхинос и впадающей с севера в озеро Вистонис), сатры на севере и дии в долине Нестоса.
Центром Сатрейского союза была деревня, которая находилась у реки Косинтос (Коссинф), у входа в ущелье, ведущее во внутреннюю часть горной местности. Эта деревня в архаический период носила название Пара (Πάρα), что означало «проход, перевал».
Со временем название деревни было изменено на Топир (Τόπαρα ή Τόπειρος) с тем же значением.
В 100 году до н. э. деревню пересекла Эгнатиева дорога и Топир превратился в процветающий город. Благодаря своему стратегическому положению, в начале II века н. э. Топир был перестроен императором Траяном, как часть провинциальной политики, направленной на урбанизацию Фракии. В рамках этого территория, простиравшаяся на обоих берегах реки Нестос, стала густой сетью сельских поселений и крепостей. К югу от села Парадисос, около реки Нестос, ещё можно найти римские и византийские руины. Топир чеканил собственные монеты (II век н. э.).
В течение римского и ранневизантийского периода Топир был известен как один из самых важных городов на юго-западе Фракии. В 549—550 гг. город Топир (как и близлежащие Анастасиуполь и Траянополь (Трайянополис)) был разрушен славянами, до 15 тысяч мужчин были убиты на месте, а дети и женщины угнаны в рабство за Дунай. В 552 году Юстиниан I восстановил Топир, укрепил его высокими стенами и на сводах стен выстроил галерею.
В VIII веке Топир был восстановлен после землетрясения или набега варваров и переименован в Русион (Ρούσιον). Позже Русион был переименован в город Ксанфия (Ξάνθεια). Это название упоминается в документах Константинопольского собора в 879 году, где присутствовал епископ Георгиос (Γεώργιος).